# Parallelruf
Parallelruf (Call Forwarding Parallel, CFP) ist ein Leistungsmerkmal für Telefonanschlüsse und Telefonanlagen, das zur Gruppe Anrufweiterschaltung gehört.
An einem Telefonanschluss lässt sich damit ein Parallelruf zu einem anderen Anschluss (mit einer anderen Teilnehmernummer) einrichten. Geht ein Anruf ein, klingelt es an beiden Anschlüssen gleichzeitig. Das Gespräch wird dort geführt, wo zuerst abgehoben wird.
Die Deutsche Telekom bot die Leistung vom 2. September 2002 bis zum 1. Juni 2009 an.
Parallelruf war bis dahin für Analog- und ISDN-Anschlüsse verfügbar.
Seit 13. März 2014 bietet sipgate mit dem im Telefónica-Netz realisierten Mobilfunkangebot simquadrat eine Parallelruf-Funktion an. Wird ein Anruf dabei an einem fremden Mobilfunk- oder Festnetzanschluss entgegengenommen, fallen auch für den Angerufenen Gesprächsgebühren an.
Parallelruf ist auch bei vielen Telefonanlagen verschiedener Hersteller verfügbar und ist dann über ISDN-, Analog- und IP-Telefonie-Anschlüsse (auch gemischt) möglich.
Bei der Verwendung einer Telefonanlage wird jedoch im Gegensatz zur Verwendung von CFP im Netz in der Regel nicht die Rufnummer des Anrufers beim Parallelrufziel angezeigt, sondern die Rufnummer des eigenen Anschlusses. Außerdem werden, wenn das Gespräch am weitergeleiteten Anschluss geführt wird, zwei Kanäle belegt, während beim Parallelruf im Netz kein zusätzlicher Kanal blockiert wird. Da ein ISDN-Basisanschluss nur zwei Kanäle besitzt, ist bei einem Parallelruf-Gespräch der Anschluss für andere Verbindungen belegt. Diese Möglichkeit stellt insofern keinen vollwertigen Ersatz für das Leistungsmerkmal Parallelruf dar.